# Frederick William Shotton
Frederick William Shotton (1906–1990) est un géologue britannique. Il reçoit la médaille Prestwich en 1954.

## Biographie
Les recherches de Shotton sur la composition géologique des plages normandes aident les commandants alliés à décider lesquelles étaient les meilleures à utiliser le jour J . De mai 1941 à septembre 1943, basé en Égypte, il utilise l'hydrogéologie pour guider le développement de l'approvisionnement en eau potable des forces britanniques opérationnelles au Moyen-Orient et en Afrique du Nord. À partir d'octobre 1943, il aide à planifier la libération alliée de la Normandie en fournissant une évaluation du terrain (principalement par la préparation de cartes spécialisées et la contribution de conseils techniques) concernant les conditions de la plage, l'adéquation du sol pour la construction rapide d'aérodromes temporaires et l'approvisionnement en eau. Après le jour J, le 6 juin 1944, il est basé dans le nord de la France et plus tard en Belgique, et est impliqué dans d'autres tâches d'approvisionnement en eau, des discussions sur l'extraction de granulats et l'évaluation des conditions du sol susceptibles d'influencer la mobilité des véhicules tout-terrain ou l'emplacement d'aérodromes et de dépôts militaires . Il est nommé MBE en reconnaissance de son travail géologique militaire. Les recherches pionnières de Shotton sur le Quaternaire amènent à son élection en tant que membre de la Royal Society. Shotton est chef du département de géologie de l'Université de Birmingham de 1949 jusqu'à sa retraite en 1974. Il est également vice-principal de l'Université de Birmingham.